# پوئنت دو پارای
پوئنت دو پارای (به لاتین: Pointe de Paray) یک کوه در سوئیس است که در کانتون فریبورگ واقع شده‌است. پوئنت دو پارای ۲٬۳۷۵ متر بالاتر از سطح دریا واقع شده‌است.